# Estrés por calor en el trabajo
El estrés por calor en el trabajo es la acumulación neta a la que se expone un trabajador a  partir del aporte combinado del calor metabólico, los factores ambientales y la ropa que lleva  puesta, lo cual provoca un aumento del almacenamiento de calor en el cuerpo El estrés por  calor puede dar lugar a enfermedades relacionadas con el calor, como la insolación, la  hipertermia, el agotamiento por calor, los calambres por calor, los sarpullidos por calor y la  enfermedad renal crónica.  Aunque el agotamiento por calor es menos grave, la  hipertermia es una emergencia médica que requiere un tratamiento de urgencia, y si no se atiende puede incluso provocar la muerte.
El estrés por calor provoca enfermedades, pero también puede ser la causa del aumento de los accidentes laborales y de la disminución de la productividad de los trabajadores. Las lesiones de los trabajadores atribuibles al calor incluyen las causadas por: palmas  sudorosas, anteojos de seguridad empañados y mareos. También pueden producirse  quemaduras como resultado del contacto accidental con superficies calientes o vapor. En Estados Unidos, el estrés por calor en el trabajo es cada vez más importante por causa del  aumento de las temperaturas medias, pero aún no se tiene en cuenta. Existen pocos estudios  y normativas sobre la exposición al calor de los trabajadores.

## Factores de riesgo
Las enfermedades relacionadas con el estrés por calor en el trabajo se ven afectadas por  múltiples factores. Los trabajadores expuestos a altas temperaturas, a la humedad y a la  escasa circulación de aire, especialmente los que trabajan al aire libre, son vulnerables a las  enfermedades causadas por el calor. Los factores fisiológicos también pueden influir en  la vulnerabilidad de un trabajador, concretamente si su trabajo requiere un esfuerzo físico, el  cual produce calor metabólico. Los trabajadores también pueden ser más vulnerables a  las enfermedades por calor si están deshidratados por la sudoración y no beben suficiente  agua o tienen un bajo nivel de aptitud física. Ciertos medicamentos también pueden dificultar la adaptación a las altas temperaturas, como algunos antibióticos comunes, así  como algunos medicamentos para la diabetes, las enfermedades cardiovasculares y  psiquiátricos. Los trabajadores que padecen enfermedades cardiovasculares,  respiratorias, diabetes, hipertensión u obesidad, o que están embarazadas, también corren  un mayor riesgo de padecer una enfermedad por calor. Además, el uso de ropa y  equipos de protección personal y pesados o gruesos puede impedir que los trabajadores  transpiren adecuadamente, lo que impide que el cuerpo se enfríe de forma eficaz.. Los  trabajadores también pueden adaptarse a trabajar a altas temperaturas para que su cuerpo  se enfríe mejor con el tiempo, aunque esta adaptación requiere un proceso de aclimatación de varias semanas.

### Aclimatación
Según el Instituto Nacional de Seguridad y Salud en el Trabajo (NIOSH, en inglés), la aclimatación es un proceso biológico por el que pasa un individuo para ajustarse a un  estímulo tras una exposición continuada. Fisiológicamente, la aclimatación al calor  permitirá que el cuerpo de un trabajador se enfríe de manera más eficiente cuando se  exponga a altas temperaturas. Cuando un trabajador se ha adaptado a trabajar en un entorno  más caluroso, tendrá una frecuencia cardíaca más baja, un inicio más temprano de la  sudoración y un aumento del flujo sanguíneo a los vasos sanguíneos cercanos a la piel, lo  que permite que su cuerpo se enfríe de forma más eficiente que un trabajador que no está  aclimatado. Véase la sección siguiente sobre los programas de aclimatación para  procesos específicos.

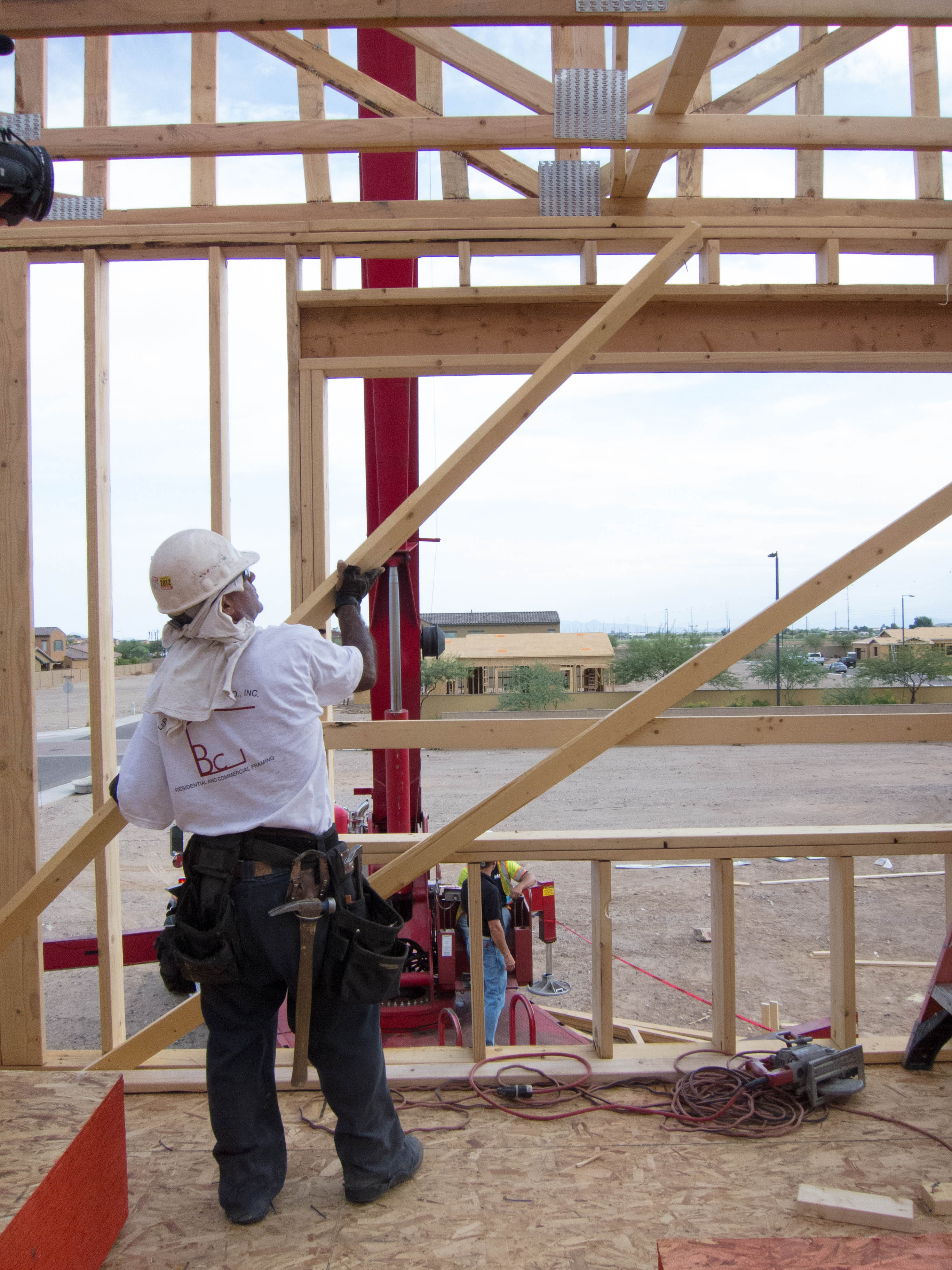
Los trabajadores de la construcción corren un alto riesgo de padecer enfermedades causadas por el calor, ya que sus trabajos suelen ser al aire libre y requieren un gran esfuerzo físico.

## Ejemplos de ocupaciones de alto riesgo
Existen varias profesiones sometidas a un alto riesgo de exposición al estrés por calor. Son  especialmente vulnerables los trabajadores al aire libre que deben realizar tareas muy  físicas, como los bomberos, los mineros, el personal militar, los trabajadores de la&nbsp; construcción, losjardineros, los atletas, los repartidores, y trabajadores agrícolas. Además, muchos trabajos de interior también requieren un gran esfuerzo en condiciones de  mucho calor, por ejemplo, los trabajadores de fábricas, los trabajadores de salas de calderas, los soldadores, y personal de cocina. En condiciones de calor inusuales, todos los trabajadores deben ser conscientes del riesgo de sufrir una enfermedad por calor y  deben asegurarse de beber mucha agua y hacer descansos en lugares frescos para evitar  cualquier impacto grave.

## Síntomas del estrés por calor
El documento Signos y síntomas de las enfermedades por calor tiene por objeto familiarizar a los participantes con las directrices de la OSHA sobre las lesiones relacionadas con el calor en el trabajo. Cuando una persona se expone a  condiciones de calor, comenzará a sudar y tener un aumento de la frecuencia cardíaca. Si no bebe suficiente agua para reponer el líquido que está sudando, un trabajador puede deshidratarse. Por eso es fundamental beber más agua mientras se trabaja en ambientes calurosos. Si los trabajadores realizan esfuerzos de forma continua en ambientes  calurosos, pueden desarrollar calambres musculares por sudar demasiado, lo que puede  evitarse tomando un descanso y bebiendo más agua y electrólitos Además, los  trabajadores pueden sufrir sarpullidos por el calor, que deben tratarse en un lugar fresco y calmarse con talcos. En el caso de las enfermedades por calor más graves, es importante  que los trabajadores sepan identificar las diferencias entre el agotamiento por calor y el golpe de calor para protegerse a sí mismos y a sus compañeros.
Cuando una persona experimenta un agotamiento por calor, sudará de forma activa y abundante, aunque su piel pueda sentirse fría y parecer pálida. Si se le toma la temperatura, esta puede ser normal o levemente alta, y su pulso será rápido, pero puede ser difícil de detectar o sentir a través de la piel. Además, la persona puede mostrar una serie  de síntomas diferentes, como dolores de cabeza, calambres musculares, y fatiga, así como  náuseas, vómitos y, en casos extremos, desmayos.
Si un trabajador presenta estos síntomas, es importante que haga una pausa en el trabajo  para sentarse en un lugar fresco, se ponga toallas frescas y húmedas en la cabeza y el cuello  para refrescarse más, y beba agua a sorbos lentamente mientras se recupera. Si un  trabajador no se recupera en una hora o sigue vomitando, es importante que busque  atención médica rápidamente.
Si un trabajador empieza a sentir los signos de un golpe de calor por un esfuerzo excesivo  en un entorno de alta temperatura, normalmente tendrá una temperatura muy alta, lo cual  puede medirse con un termómetro. Su piel podría estar caliente al tacto y húmeda de  sudor, aunque no estará sudando activamente. Si se le toma el pulso, será rápido y fácil  de detectar. Por fuera, el trabajador podría mostrar signos de mareo y confusión, y podría tener molestias digestivas y náuseas. En casos graves, los trabajadores pueden  desmayarse.
Si un trabajador muestra estos síntomas, es importante llamar al 911 para que reciba  atención médica inmediata. Además, ayudar a la persona a trasladarse a un lugar más  fresco y cubrir su cabeza y cuello con paños frescos y húmedos puede ayudar mientras se  espera la llegada de los servicios de emergencia. Es importante esperar a que los vea un  profesional médico antes de pedirles que beban mucha agua.

## Medición y control

### Mediciones
NIOSH ímites de exposición  recomendada (RALs, en inglés) basados en la temperatura del  bulbo húmedo(WBGT, en inglés) para los trabajadores no aclimatados y límites de exposición  recomendada (RELs, en inglés) para los trabajadores aclimatados, con el fin de utilizarlos para determinar, supervisar y responder al riesgo de exposición al calor y a los impactos  relacionados. Si bien se utilizan diferentes rangos de temperaturas para determinar qué  tipos de medidas de protección deben aplicarse, no existe un límite de seguridad universal  aplicable a todos los entornos laborales. Esto se debe a que la seguridad dependerá de  factores específicos de los entornos y las tareas de un trabajo concreto, así como de la salud  y la aptitud física de los trabajadores
Hay muchas formas diferentes de medir la temperatura. Normalmente, se puede utilizar un termómetro para medir la temperatura ambiental. Sin embargo, la alta, humedad, o la cantidad  de agua en el aire en forma de vapor de agua,a menudo puede hacer que la temperatura  exterior se sienta más alta que la temperatura medida. Para hacer frente a esto, una  medida del índice de calor incluye la humedad relativa del aire, o una medida de cuánta  humedad hay en el aire en comparación a si el aire estuviera saturado de vapor de agua. Esta  medida de la humedad junto con la temperatura brinda más información sobre lo que los  trabajadores deben esperar en términos de calor si trabajan al aire libre.
Además, algunas fuentes también informan de la temperatura de bulbo húmedo, que se  considera una medida informativa para las personas que van a trabajar expuestas a la luz  solar directa. Esta medida tiene en cuenta tanto la temperatura como la humedad, pero  también incluye medidas de la velocidad del viento, la nubosidad, y el ángulo del sol en  diferentes momentos del día.
La OSHA utiliza una medida llamada temperatura del aire ajustada para determinar la  frecuencia con la que se debe monitorear a los trabajadores, que implica la ecuación:
{\displaystyle T_{a}=T+(13\times \%{\text{Sunshine}})}
Dónde T es la temperatura medida en grados Fahrenheit (°F) y el porcentaje de luz solar se  mide en un espectro que va desde el 100 % (sin nubes, sombras visibles) hasta el 0 %  (nubosidad total, sin sombras).

### Monitoreo
La OSHA recomienda controlar la frecuencia cardíaca, la temperatura, y la pérdida de agua corporal de los trabajadores durante los turnos en condiciones de calor. Cuando la  temperatura ajustada es de 90 °F (32 °C) o superior, se recomienda que incluso los  trabajadores sanos y aclimatados sean controlados cada 45 minutos. Los trabajadores que  no estén aclimatados o que lleven equipo o ropa impermeable deben ser controlados cada 15  minutos.
El NIOSH y la OSHA ades por calor.

## Prevención

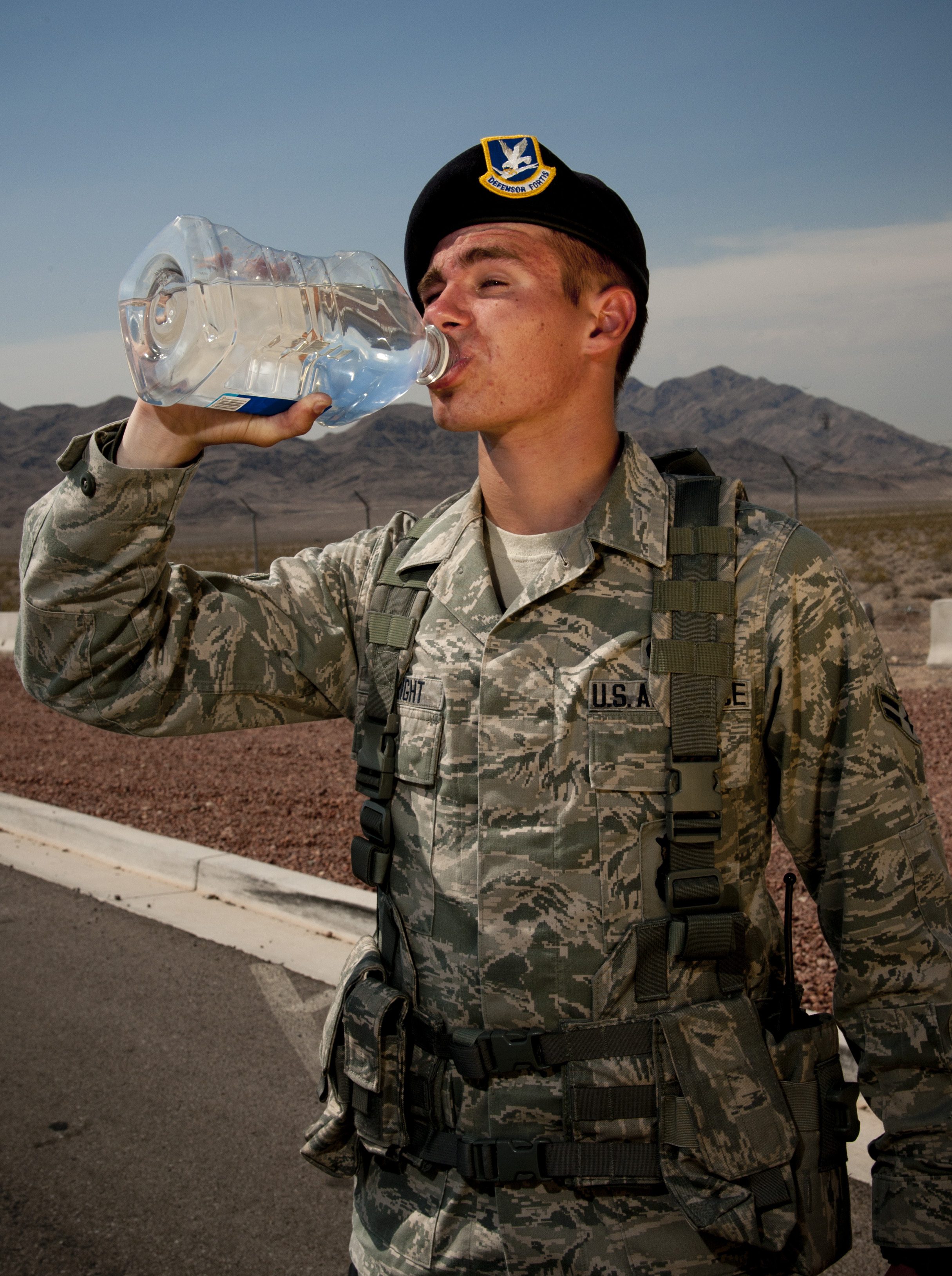
Trabajar en condiciones de calor puede hacer que el cuerpo pierda líquidos a través del sudor, por lo que los trabajadores deben beber más agua en estas condiciones para reponer esos líquidos y evitar la deshidratación deshidratación.

Los empleadores pdeer programas re los trabajanores a beber con  frecuencia, y asegurándose de que los trabajadores hagan pausas de descanso adecuadas  para refrescarse.

### Controles técnicos
Los empleadores pueden proveer de aires acondicionados a los espacios de trabajo interiores y para las zonas de descanso interiores. Los ventiladores también pueden  utilizars aires acondicionadosy rán las  temperaturas interiores. Si todo el trabajo se realiza al aire libre, debe proporcionarse una  zona de sombra con abundante agua para que los trabajadores hagan descansos con  frecuencia.

### Prác
Para prevenir las enfermedades relacionadas con el estrés por calor, es importante realizar  amplias pausas en zonas sombreadas o refrigeradas. Los empleadores también deben  suministrar agua a los trabajadores a lo largo del día, ya que cuando trabajan en entornos  calurosos necesitan beber más agua que bajo otras circunstancias. Adem, nte calurosos, es imrtae gran esfuerzo para  mantener bajica del trabajador.

### Formación
Todos los empleados deben recibir capacitación para reconocers grandes, se puede utilizar un sistema de apoyo  entre compañeros para agrupar a los trabajadores y monitorearlos mutuamente en busca de  signos de enfermedad por calor. Además, esasegurarse de que todos entiendan lo que significa el índice de calor y qué precauciones adicionales deben tomar durante los períodos de mayor riesgo.

### Programas de aclimatación
La aclimatación puede requerir diferentes periodos de tiempo para diferentes personas, pero  el NIOSH recomienda permitir que los trabajadores se expongan a niveles de calor  gradualmente más altos durante 7-14 días para la aclimatación. Los nuevos trabajadores sin  exposición reciente al calor pueden necesitar más tiempo para adaptarse. El primer día  de un proceso de aclimatación, se debe pedir a los trabajadores sin exposición previa al  calor que completen, como máximo, el 20% de su jornada laboral típica. Después de esto, su  carga de trabajo puede aumentar en un 20% por cada día del proceso. Para los trabajadores con exponsición previa que trabajan en entornos de alta temperature, la aclimatación puede ocurrir tan rápido como cuatro días, comenzando con los trabajadores que completan el 50% de su duración de trabajo típica en el primer día. El NIOSH sugiere  encarecidamente que se supervise de cerca a los trabajadores que se están adaptando a las  nuevas condiciones para detectar signos de estrés por calor, especialmente a aquellos que  puedan adaptarse más lentamente debido a la edad, a condiciones de salud preexistentes o a  niveles más bajos de aptitud física. El nivel de aclimatación de un trabajador también  debe mantenerse, y si los trabajadores se ausentan de las condiciones de trabajo durante  más de una semana, tendrán que comenzar de nuevo el proceso de aclimatación.

## Normas profesionales

### Internacional
La Organización Internacional de Normalización ayuda a establecer normas para el control de  los entornos, el análisis de los datos y la interpretación de los resultados.

### Estados Unidos
El artículo 5(a)(1) de la Ley de Seguridad y Salud Ocupacional de 1970 declara que "cada  empleador deberá proporcionar a cada uno de sus empleados un empleo y un lugar de  trabajo que estén libres de peligros reconocidos que causen o puedan causar la muerte o un  daño físico grave a sus empleados."
La  Administración de Seguridad y Salud en las Minas proporciona directrices y  recomendaciones a los empleadores para prevenir el estrés por calor entre los trabajadores.  Estas directrices y recomendaciones no son reglamentos obligatorios, sino que son  totalmente voluntarios.
El Instituto Nacional de Seguridad y Salud en el Trabajo (NIOSH, en inglés) realiza  investigaciones sobre los riesgos laborales, como el estrés por calor, con el fin de  proporcionar mejores métodos de intervención y proteger a los trabajadores.
Solo tres de los cincuenta estados han creado normativas para los trabajadores en relación  con el calor: California, Washington y Minnesota. El Código de Reglamentos de California  establece que los empleadores de trabajadores al aire libre de alto riesgo tienen derecho a la  protección contra el calor. El empleador debe proporcionar acceso al agua y a la sombra,  practicar procedimientos para casos de calor intenso, practicar procedimientos de respuesta  a emergencias y practicar métodos de aclimatación. La Legislatura del Estado de  Washington establece que los empleadores de trabajadores de alto riesgo en exteriores  deben seguir las regulaciones para prevenir el estrés por calor. Las Normas  Administrativas de Minnesota establecen que la ventilación y la temperatura en interiores  están reguladas para prevenir el estrés por calor.

#### Norma recomendada por el NIOSH

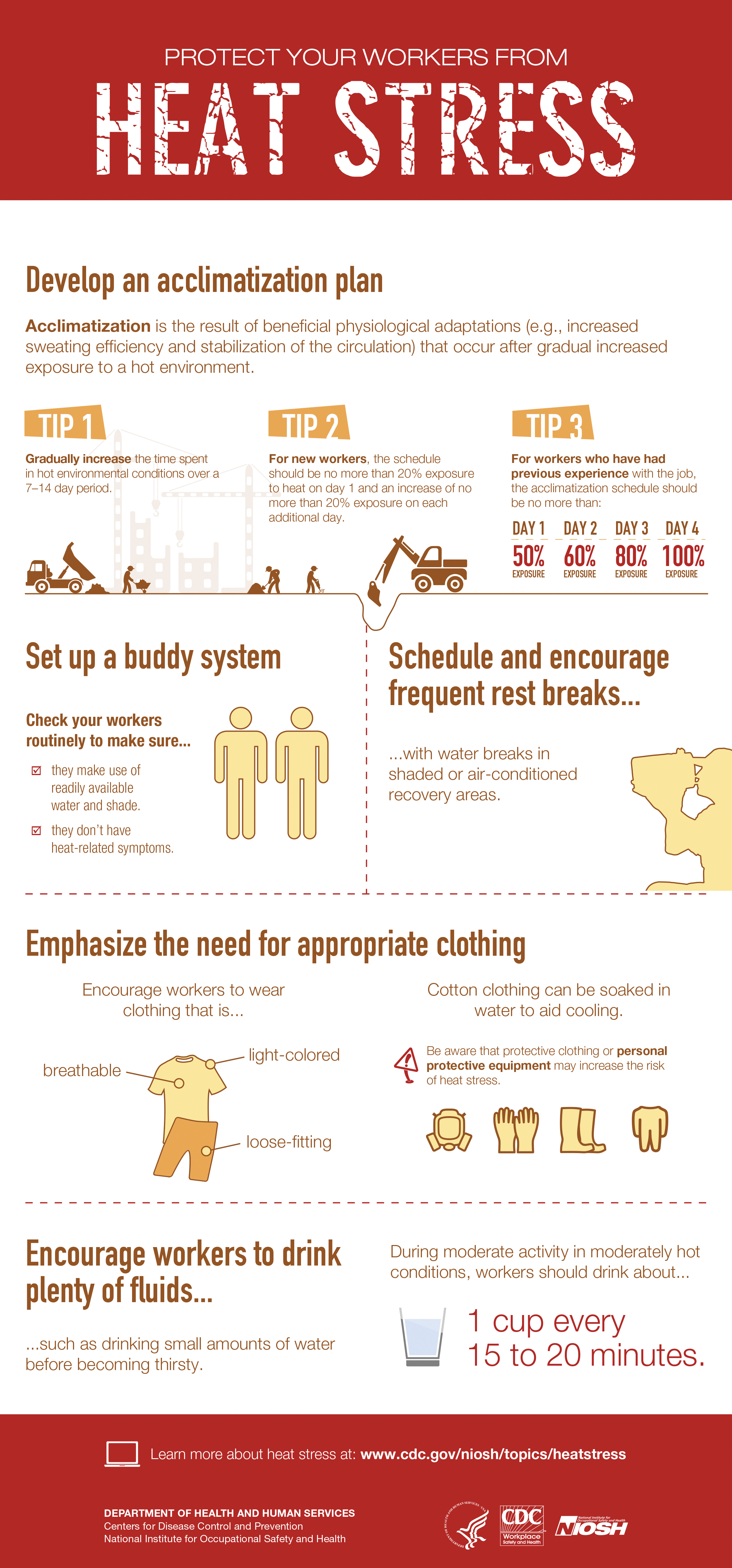
"Proteja a sus trabajadores del estrés por calor", CDC

A partir de 1972, el NIOSH publicó una norma recomendada para los entornos de trabajo  calurosos, que se ha revisado periódicamente para tener en cuenta los nuevos resultados científicos. La intención de la norma recomendada por el NIOSH para la exposición al  calor y a los entornos calurosos en el trabajo es prevenir las lesiones, las enfermedades, la muerte y la reducción de la productividad. Las recomendaciones incluyen los límites y el  monitoreo en el lugar de trabajo, el control médico, la vigilancia de los eventos sanitarios  centinela relacionados con el calor, la señalización de las zonas peligrosas, la ropa y el  equipo de protección, la información y la formación de los trabajadores, el control del estrés  por calor y el mantenimiento de registros.

##### Control del estrés por calor
El control del estrés calor plantea requisitos generales recomendados, controles de  ingeniería, prácticas laborales e higiénicas y un programa de alerta por calor.

###### Requisitos generales
El NIOSH recomienda que todo empleador cree y aplique un programa escrito destinado a  reducir la exposición al calor. e deben utilizar controles de ingeniería y prácticas laborales  para reducir las exposiciones, y se debe implementar un programa de alerta por calor.

###### Controles técnicos
La temperatura del aire debe reducirse para que no supere la temperatura de la piel. El calor radiante debe reducirse creando barreras alrededor de la fuente. La pérdida de calor por  evaporación puede aumentarse incrementando el movimiento del aire alrededor del  trabajador.

###### Prácticas laborales e higiénicas
Debe limitarse el tiempo que los trabajadores pasan en entornos calurosos, aumentando el  tiempo de recuperación en entornos frescos. El uso de procedimientos y herramientas más  eficientes es beneficioso para reducir las demandas metabólicas del trabajo. La tolerancia al  calor puede aumentarse aplicando un plan de tolerancia al calor y aumentando la aptitud física. Los empleados deben recibir formación para reconocer y tratar los primeros signos y  síntomas de las enfermedades causadas por el calor, y los empleadores deben proporcionar  agua fresca a los empleados.

###### Programa de alerta por calor
Deben desarrollarse programas de alerta por calor para su aplicación cuando se produzcan  temperaturas más altas de lo normal o una ola de calor.